# Abbottina liaoningensis
Abbottina liaoningensis es una especie de pez de la familia de los Cyprinidae en el orden de los Cypriniformes.

## Morfología
Los machos pueden llegar a alcanzar los 6,6 cm de longitud total.

## Reproducción
Es ovíparo.

## Distribución geográfica
Se encuentra en la China.

## Observaciones
Es inofensivo para los humanos.